# Vredesbeeld (Berlijn)

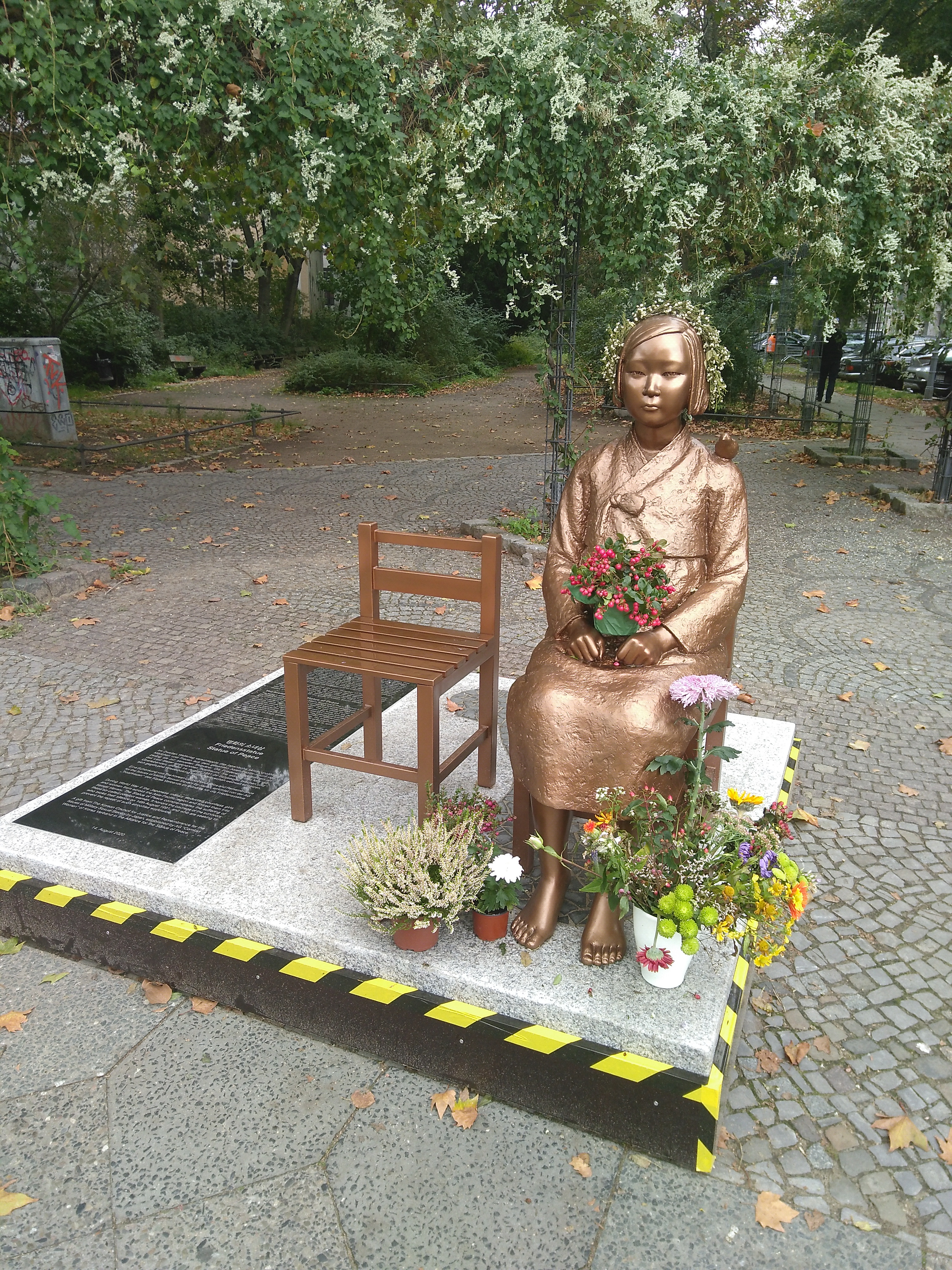
Vredesbeeld van troostmeisjes in Berlijn-Moabit

Het Vredesbeeld (Duits: Friedensstatue) is een standbeeld op het Unionplatz in Berlijn ter herinnering aan de zogenoemde troostmeisjes (meisjes en vrouwen die tijdens de Tweede Wereldoorlog door het Japanse leger tot prostitutie werden gedwongen). Het monument is opgericht door de werkgroep "troostmeisjes" van het Korea-Verband e. V. en is op 28 september 2020 onthuld. Het bronzen standbeeld is ontworpen door de kunstenaars Kim Seo-kyung en Kim Eun-sung.
Het standbeeld heeft tot discussie geleid over herinneringscultuur en de invloed van lokale en regionale politiek en diplomatie daarop.